# Новий Мир (Комсомольський район)
Новий Мир (рос. Новый Мир) — село у складі Комсомольського району Хабаровського краю, Росія. Адміністративний центр та єдиний населений пункт Новомирського сільського поселення.

## Населення
Населення — 1114 осіб (2010; 1349 у 2002).
Національний склад (станом на 2002 рік):
- росіяни — 87 %